# Opuntia tehuantepecana
Opuntia tehuantepecana ist eine Pflanzenart in der Gattung der Opuntien (Opuntia) aus der Familie der Kakteengewächse (Cactaceae). Das Artepitheton tehuantepecana verweist auf das Vorkommen der Art im Isthmus von Tehuantepec. Ein spanischer Trivialname ist „Nopal de Caballo“.

## Beschreibung
Opuntia tehuantepecana wächst strauchig mit aufsteigenden Zweigen, ist in der Regel von der Basis her verzweigt und erreicht Wuchshöhen von 1 bis 1,5 Meter. Die grünen, kahlen, mehr oder weniger kreisrunden bis breit rhomboiden Triebabschnitte sind 18 bis 28 Zentimeter lang und 14 bis 16 Zentimeter breit. Die elliptischen 3 bis 5 Millimeter langen Areolen stehen 6 bis 7 Zentimeter voneinander entfernt und tragen dunkelgelbe 2 bis 4 Millimeter lange Glochiden. Die ein bis vier schwach abgeflachten, geraden oder leicht gebogenen Dornen sind weißlich gelb bis dunkelgelb und 2 bis 3,8 Zentimeter lang.
Die gelben Blüten erreichen eine Länge von bis zu 7 Zentimeter. Die verkehrt eiförmigen Früchte sind grün-gelb. Sie sind 5 bis 5,2 Zentimeter lang und weisen Durchmesser von 3,7 bis 4 Zentimeter auf.

## Verbreitung, Systematik und Gefährdung
Opuntia tehuantepecana ist im mexikanischen Bundesstaat Oaxaca bis in Höhenlagen von 200 Metern verbreitet.
Die Erstbeschreibung als Opuntia dillenii var. tehuantepecana durch Helia Bravo Hollis wurde 1969 veröffentlicht. 1972 erhob sie die Varietät in den Rang einer Art.
In der Roten Liste gefährdeter Arten der IUCN wird die Art als „Least Concern (LC)“, d. h. als nicht gefährdet geführt. Die Entwicklung der Populationen wird als stabil angesehen.

## Nachweise